# Winston George
Winston George (Georgetown, 19 maggio 1987) è un velocista guyanese, specializzato nei 400 metri piani.

## Biografia
Entrato nella nazionale della Guyana di atletica leggera nel 2010, George ha preso parte l'anno successivo ai suoi primi Giochi olimpici (Londra 2012), competendo nei 400 metri piani. In quest'occasione è stato portabandiera della delegazione nazionale nel corso della cerimonia d'apertura della manifestazione.
Successivamente, dopo aver partecipato a due edizioni dei campionati del mondo di atletica leggera, senza andare oltre le semifinali, e aver preso parte ai Giochi di Rio de Janeiro 2016; George ha guadagnato una medaglia d'oro ai Campionati sudamericani del 2017 e andato a segno in due edizioni dei Giochi della solidarietà islamica. George è detentore del record nazionale nei 400 metri piani, migliorato di anno in anno.

## Palmarès
| Anno | Manifestazione                    | Sede           | Evento      | Risultato  | Prestazione | Note |
| ---- | --------------------------------- | -------------- | ----------- | ---------- | ----------- | ---- |
| 2010 | Giochi dell'ALBA                  | Barquisimeto   | 200 m piani | Bronzo     | 20"84       |      |
| 2010 | Giochi dell'ALBA                  | Barquisimeto   | 400 m piani | Argento    | 45"86       |      |
| 2010 | Giochi dell'ALBA                  | Barquisimeto   | 4×100 m     | Argento    | 40"07       |      |
| 2010 | Giochi dell'ALBA                  | Barquisimeto   | 4×400 m     | Bronzo     | 3'10"49     |      |
| 2010 | Giochi panamericani               | Guadalajara    | 200 m piani | Batteria   | 24"17       |      |
| 2010 | Giochi panamericani               | Guadalajara    | 400 m piani | Batteria   | 46"93       |      |
| 2012 | Giochi olimpici                   | Londra         | 400 m piani | Batteria   | 46"86       |      |
| 2013 | Campionati CAC                    | Morelia        | 200 m piani | 7º         | 20"67       |      |
| 2013 | Campionati CAC                    | Morelia        | 400 m piani | Batteria   | 46"94       |      |
| 2013 | Mondiali                          | Mosca          | 200 m piani | Batteria   | 20"88       |      |
| 2013 | Giochi della solidarietà islamica | Palembang      | 200 m piani | Argento    | 20"77       |      |
| 2013 | Giochi della solidarietà islamica | Palembang      | 400 m piani | Argento    | 46"10       |      |
| 2014 | Giochi sudamericani               | Santiago       | 200 m piani | 5º         | 20"77       |      |
| 2014 | Giochi sudamericani               | Santiago       | 400 m piani | 4º         | 46"15       |      |
| 2014 | Giochi del Commonwealth           | Glasgow        | 200 m piani | Semifinale | 20"88       |      |
| 2014 | Giochi del Commonwealth           | Glasgow        | 400 m piani | Semifinale | 46"38       |      |
| 2014 | Giochi del Commonwealth           | Glasgow        | 4×100 m     | Batteria   | dq          |      |
| 2014 | Giochi CAC                        | Veracruz       | 200 m piani | Batteria   | dnf         |      |
| 2014 | Giochi CAC                        | Veracruz       | 400 m piani | 5º         | 46"33       |      |
| 2014 | Giochi CAC                        | Veracruz       | 4×100 m     | 5º         | 39.74       |      |
| 2015 | Giochi panamericani               | Toronto        | 400 m piani | 6º         | 45"58       |      |
| 2015 | Mondiali                          | Pechino        | 400 m piani | Batteria   | 45"25       |      |
| 2016 | Giochi olimpici                   | Rio de Janeiro | 400 m piani | Batteria   | 45"77       |      |
| 2017 | Giochi della solidarietà islamica | Baku           | 200 m piani | Bronzo     | 20"62       |      |
| 2017 | Giochi della solidarietà islamica | Baku           | 400 m piani | Argento    | 45"69       |      |
| 2017 | Campionati sudamericani           | Asunción       | 400 m piani | Oro        | 45"42       |      |
| 2017 | Mondiali                          | Londra         | 200 m piani | Semifinale | 20"74       |      |
| 2017 | Mondiali                          | Londra         | 400 m piani | Batteria   | 46"02       |      |
| 2018 | Giochi del Commonwealth           | Gold Coast     | 200 m piani | Batteria   | 21"19       |      |
| 2018 | Giochi del Commonwealth           | Gold Coast     | 400 m piani | Semifinale | 47"25       |      |
| 2018 | Giochi sudamericani               | Cochabamba     | 200 m piani | 5º         | 20"55       |      |
| 2018 | Giochi sudamericani               | Cochabamba     | 400 m piani | Bronzo     | 45"67       |      |
| 2018 | Giochi CAC                        | Barranquilla   | 200 m piani | Semifinale | dq          |      |
| 2018 | Giochi CAC                        | Barranquilla   | 400 m piani | Batteria   | 46"77       |      |
| 2019 | Campionati sudamericani           | Lima           | 200 m piani | 4º         | 20"99       |      |
| 2019 | Campionati sudamericani           | Lima           | 400 m piani | 6º         | 47"66       |      |